# Hamad Al-Juhaim
Hamad Al-Juhaim, né le 12 octobre 1987 en Arabie saoudite, est un footballeur international saoudien évoluant au poste d'attaquant au Al-Fateh SC.

## Biographie
Il reçoit deux sélections en équipe d'Arabie saoudite lors de l'année 2012, contre l'Iran et le Yémen.
Il inscrit huit buts en première division saoudienne lors de la saison 2015-2016.